# Camera lucida
A camera lucida egy optikai eszköz, amely rajzoláshoz nyújt segítséget művészeknek. William Hyde Wollaston szabadalmaztatta 1807-ben. Számos jel utal arra, hogy a camera lucida valójában csupán újra-feltalálása annak az eszköznek, amelyről 200 évvel korábban Johannes Kepler írt a Dioptrice című munkájában 1611-ben. A 19. századra azonban Kepler leírása teljes feledésbe merült, így senki nem vitatta Wollaston szabadalmi kérelmét. A „camera lucida” elnevezés Wollastontól származik.

## Működése
A camera lucida hagyományos optikai eszközökkel egymásra helyezi a megörökíteni kívánt jelenet és a készülőben lévő rajz képét.  A művész így egyszerre látja a jelenetet és a rajzát, nagyjából úgy, mintha ugyanarra a filmkockára mindkettőről felvételt készített volna.  Így a művész a tárgy sarokpontjait precízen rögzítheti, ami lehetővé teszi a perspektíva pontos ábrázolását. Sőt, az eszköz segítségével a tárgyak, objektumok körvonalai is pontosan végigkövethetők.

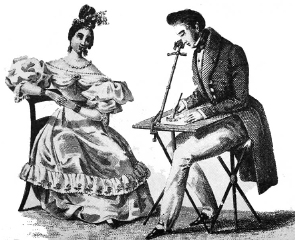
Metszet 1830 körül: a camera lucida használata

Ha a használt papír fehér, a lap és a jelenet képének egymásra helyezésekor a papír fehérsége dominál, így a jelenet részletei csak nehezen vehetők ki.  Ezért camera lucida használatakor célszerű fekete papírt használni, és fehér ceruzával rajzolni.
A camera lucida ma is beszerezhető grafikai segédeszközök forgalmazóin keresztül, de nem kifejezetten közismert vagy elterjedt. Ugyanakkor még pár évtizeddel ezelőtt is közkedvelt eszköz volt a mikroszkópot használók körében. A fotomikrográfok előállítása ugyanis egészen a közelmúltig meglehetősen drága volt, ráadásul azt a fajta egyszerűsített, könnyen átlátható illusztrációt, amit a mikroszkópok kezelői általában készíteni szeretnének, sokszor könnyebb rajzolással, mint fényképezéssel előállítani. Ennek következtében a legtöbb mai napig megjelent hisztológiai és mikroanatómiai könyv és cikk illusztrációi camera lucidával készült rajzok fotomikrográfok helyett.
A „camera lucida” elnevezés („világos kamra” latinul) nyilvánvalóan a sokkal régebbi rajzolóeszköz, a camera obscura („sötét kamra” latinul) nevét mintázza. Szerkezetbeli hasonlóság nincs a két eszköz között. A camara lucida könnyű, hordozható eszköz, nem igényel különleges megvilágítást, nem vetít képet.
A camera lucida legegyszerűbb változatában a művész a rajzfelületet egy 45 fokos szögben megdöntött féligáteresztő tükrön keresztül nézi. Így a rajzfelület direkt képe keveredik a művész előtt elterülő jelenet tükrözött képével. A berendezés gyakran egy gyenge lencsét is tartalmaz, amely a jelenet virtuális képét hozza létre körülbelül ugyanakkora távolságra, mint amilyen messze a rajzlap van. Ezzel a trükkel a két kép egyszerre kerül fókuszba.

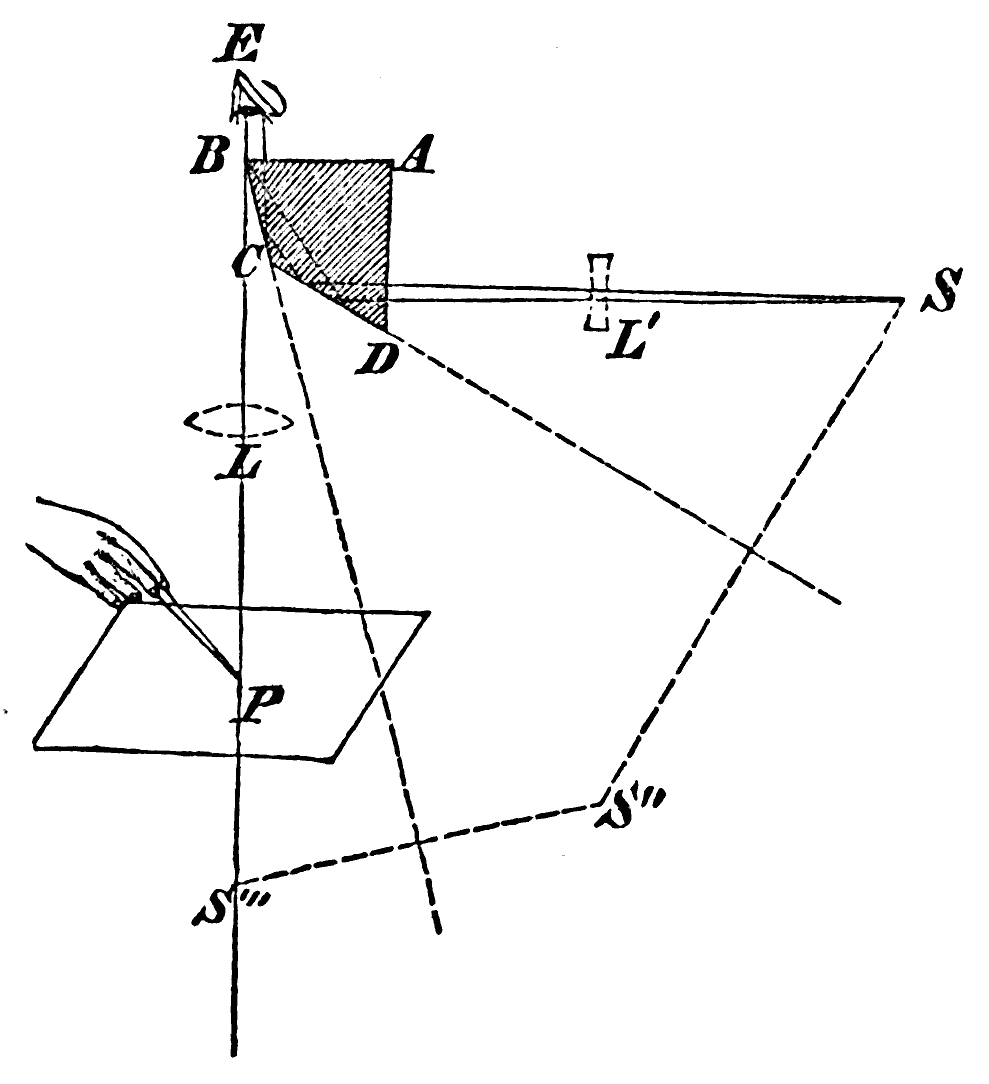
Wollaston camera lucidájának szerkezeti rajza

Az eredeti Wollaston-féle camera lucida, amint a jobb oldali ábrán látható, féligátersztő tükör helyett prizmát használt. A közvetlen és a tükrözött kép egymásra helyezését úgy lehet elérni, hogy az E-vel jelölt szem retinájának csak a fele nézi a képet az ABCD prizmán keresztül, a másik fele közvetlenül a P rajzfelületet látja. Az L és L' lencsék szolgálnak a távolságbeli különbségek kiegyenlítésére.
A fényképészeti úttörő, William Fox Talbot, az 1833-as olaszországi nászútján camera lucidát használt rajzai elkészítéséhez. Később feljegyezte, hogy az eszköz, illetve az elkészült képek csalódást okoztak számára, és ez sarkallta később arra, hogy kutassa, hogyan lehet a képeket más módon rögzíteni.
David Hockney a 2001-ben megjelent könyvével (angolul: Secret Knowledge: Rediscovering the Lost Techniques of the Old Masters) nagy vitákat kavart.  Ebben ugyanis azt állította, hogy a múlt nagy művészei, mint például Ingres, Van Eyck vagy Caravaggio nem szabad kézzel rajzoltak, hanem különböző optikai segédeszközöket használtak, többek között egy konkáv tükröt használó szerkezetet, amellyel létrehozták a jelenet valódi képét.  Bizonyítékait kizárólag a festmények különböző jellemzőiből meríti.  Munkája nyomán ismét megnőhet az érdeklődés a camera lucida és a hasonló optikai eszközök iránt.